# Zombie Carnaval
Zombie Tsunami, anteriormente conocido como Zombie Carnaval  es un juego de corredor sin fin de desplazamiento lateral . Fue desarrollado por el estudio francés Mobigame y lanzado para Android e iOS el 31 de mayo de 2012 y Windows 10 Mobile en 2015. Se le cambió el nombre a Zombie Tsunami el 11 de agosto de 2012, para evitar un conflicto de marcas registradas con el juego móvil Zombie Carnival de Taito. En 2013, Mobigame comenzó a mostrar spoilers como Mecha Bonus y Riderz bonus en su Facebook .[cita requerida]

## Recepción
El juego tiene una puntuación de Play Store  de 4.4 estrellas como un (8,8/10).

## Juego
El juego en sí tiene pocas secciones en las que puedes jugar diferentes modos .

## Modo clásico
Es el modo principal y el más jugado , tienes que manejar a tu horda de zombis para esquivar obstáculos y comerte a los civiles y extraerles sus cerebros para convertirlos en zombis, puedes ir con pájaros que te dan habilidades especiales, el juego acaba cuando no te quedan zombis, durante el juego, podrás encontrarte diversas bonificaciones que te ayudarán durante cierto tiempo en la partida.
Una vez que acabe el juego, la puntuación , es decir los cerebros recopilados, se pondrán
en una galería que cuando esta se llene, te dará un rasca y gana. 

## Desafíos
Cada fin de semana puedes jugar un desafío  de diferentes fases en las cuales va aumentando la dificultad hasta la décima fase la cual si cumples con tus objetivos , ganarás 300 diamantes, tienes tres oportunidades para perder la partida y si las gastas, quedarás fuera del desafío, por cada partida, mejorarás tu recompensa .